# 克莱尔·拉弗蒂
克莱尔·拉弗蒂（英語：Claire Rafferty，1989年1月11日—），英国女子足球运动员。她曾代表英格兰参加2011年和2015年国际足联女子世界杯，其中2015年世界杯获得季军。她也曾参加2012年夏季奥林匹克运动会。